# Maria Paula Gonçalves da Silva
Maria Paula Gonçalves da Silva (Osvaldo Cruz, 11 de marzo de 1962) conocida simplemente como Magic Paula, es una exjugadora brasileña de baloncesto y empresaria que ocupaba la posición de base. Es hermana de la también baloncestista Maria Angélica Gonçalves da Silva, más conocida como Branca.
Fue seleccionada del conjunto femenino de baloncesto de Brasil con el que alcanzó la medalla de bronce en los Juegos Panamericanos de 1983 en Caracas, la medalla de plata en los Juegos Panamericanos de 1987 en Indianápolis y la medalla de oro en los Juegos Panamericanos de 1991 en La Habana; además, fue vencedora del Campeonato Sudamericano de Baloncesto femenino adulto de Bolivia 1978, Perú 1981, Brasil 1986, Chile 1989 y Colombia 1991.
Por otro lado, participó del equipo que alcanzó la medalla de oro en el Campeonato Mundial de Baloncesto Femenino de 1994 realizado en Australia y la medalla de plata en los Juegos Olímpicos de Atlanta 1996. Adicionalmente, es candidata para ingresar dentro del grupo de Miembros del Salón de la Fama FIBA.

## Estadísticas en competencias FIBA
| Año            | Competencia                                                              | PPJ  | RPJ | APJ |
| -------------- | ------------------------------------------------------------------------ | ---- | --- | --- |
| 1998           | Campeonato Mundial de Baloncesto femenino                                | 13,7 | 2   | 4,1 |
| 1996           | Juegos Olímpicos                                                         | 16,2 | 2,5 | 5,9 |
| 1994           | Campeonato Mundial de Baloncesto femenino                                | 19,8 | 3,1 | 4,4 |
| 1990           | Campeonato Mundial de Baloncesto femenino                                | 11   | 0   | 0   |
| 1984           | Torneo Mundial de Baloncesto femenino clasificatorio para las olimpíadas | 24   | 0   | 0   |
| Promedio total | Promedio total                                                           | 16,9 | 1,5 | 2,9 |
| Fuente: FIBA.  |                                                                          |      |     |     |